# Pueblo Nuevo (Baralt)
Para otras localidades, véase Pueblo Nuevo
Pueblo Nuevo es una población del municipio Baralt en el estado Zulia en la Costa Oriental del Lago de Maracaibo, Venezuela. Es la capital de la parroquia  Pueblo Nuevo.

## Ubicación
Pueblo Nuevo se encuentra al norte de Mene Grande en el municipio Baralt, se puede acceder a él desde la carretera San Pedro - Lagunillas o desde la carretera El Venado - Agua Viva. 

## Historia
El descubrimiento de petróleo con el pozo Zumaque I en 1914, atrajo nuevos pobladores a las inmediaciones de Mene Grande, constituyendo el núcleo de lo que sería Pueblo Nuevo separado de Mene Grande por el mismo cerro "La Estrella" donde se perforó el Zumaque.
En 1989 con la creación del municipio Baralt, la alcaldía se estableció en San Timoteo.
En 1996 el campo pasó a manos de la compañía española Repsol, la cual en 2007 pasó a ser una empresa mixta con PDVSA Petroquiriquire, dicho nombre es derivado de la tribu aborigen que existió en Maturín, Estado Monagas, al oriente del país, cuyo campo también es explotado por PDVSA en conjunto con REPSOL.

## Zona residencial
Pueblo Nuevo se encuentra en un valle en la unión entre la serranía de Ziruma y el comienzo de la cordillera de los Andes, por lo que es una ruta transitada. En su crecimiento Pueblo Nuevo se ha fusionado con la vecina población de Mene Grande, constituyendo la mayor concentración urbana del municipio Baralt. Pueblo Nuevo tiene una altitud media de 60 m s. n. m.
Mene Grande cuenta con estadio de Sóftbol, iglesia, escuelas, liceos, hospital, cementerio y demás infraestructura.
Al norte de la población se encuentra el río Misoa.
A diferencia de la mayoría de los pueblos de la Costa Oriental del Lago (COL), sus calles están ordenadas como rectángulos, teniendo así ordenamiento urbano.

## Vialidad y transporte
Los principales accesos a Pueblo Nuevo son las carreteras San Pedro - Lagunillas, y El Venado - Agua Viva, existen además vías que llevan a pueblos más pequeños como La Leona, La Tigra, km 8 y a San Timoteo la capital del municipio. A Pueblo Nuevo llegan rutas de transporte desde Lagunillas, Valera y El Venado.

## Clima
| Parámetros climáticos promedio de Mene Grande, Venezuela    | Parámetros climáticos promedio de Mene Grande, Venezuela | Parámetros climáticos promedio de Mene Grande, Venezuela | Parámetros climáticos promedio de Mene Grande, Venezuela | Parámetros climáticos promedio de Mene Grande, Venezuela | Parámetros climáticos promedio de Mene Grande, Venezuela | Parámetros climáticos promedio de Mene Grande, Venezuela | Parámetros climáticos promedio de Mene Grande, Venezuela | Parámetros climáticos promedio de Mene Grande, Venezuela | Parámetros climáticos promedio de Mene Grande, Venezuela | Parámetros climáticos promedio de Mene Grande, Venezuela | Parámetros climáticos promedio de Mene Grande, Venezuela | Parámetros climáticos promedio de Mene Grande, Venezuela | Parámetros climáticos promedio de Mene Grande, Venezuela |
| Mes                                                         | Ene.                                                     | Feb.                                                     | Mar.                                                     | Abr.                                                     | May.                                                     | Jun.                                                     | Jul.                                                     | Ago.                                                     | Sep.                                                     | Oct.                                                     | Nov.                                                     | Dic.                                                     | Anual                                                    |
| ----------------------------------------------------------- | -------------------------------------------------------- | -------------------------------------------------------- | -------------------------------------------------------- | -------------------------------------------------------- | -------------------------------------------------------- | -------------------------------------------------------- | -------------------------------------------------------- | -------------------------------------------------------- | -------------------------------------------------------- | -------------------------------------------------------- | -------------------------------------------------------- | -------------------------------------------------------- | -------------------------------------------------------- |
| Temp. máx. media (°C)                                       | 32.8                                                     | 32.8                                                     | 32.8                                                     | 32.2                                                     | 32.2                                                     | 32.8                                                     | 32.8                                                     | 32.8                                                     | 32.2                                                     | 31.7                                                     | 31.7                                                     | 32.2                                                     | 32.4                                                     |
| Temp. mín. media (°C)                                       | 23.3                                                     | 23.3                                                     | 23.9                                                     | 23.9                                                     | 23.9                                                     | 23.9                                                     | 23.3                                                     | 23.3                                                     | 23.3                                                     | 23.3                                                     | 23.3                                                     | 22.8                                                     | 23.5                                                     |
| Precipitación total (mm)                                    | 27.9                                                     | 27.9                                                     | 48.3                                                     | 119.4                                                    | 152.4                                                    | 132.1                                                    | 101.6                                                    | 137.2                                                    | 167.6                                                    | 177.8                                                    | 147.3                                                    | 86.4                                                     | 1325.9                                                   |
| Fuente: The Weather Channel Interactive, Inc. Marzo de 2009 |                                                          |                                                          |                                                          |                                                          |                                                          |                                                          |                                                          |                                                          |                                                          |                                                          |                                                          |                                                          |                                                          |

## Sitios de referencia
- Cerro La Estrella y Pozo Zumaque I (MG - 1), lugar donde se perforó el primer pozo petrolero en Venezuela.
- Centro Comercial Mebo. En la entrada de Pueblo Nuevo a orillas del río Misoa.
- Estadio de Sóftbol de Pueblo Nuevo.